# Filmfare Awards South
Els Filmfare Awards South són uns premis cinematogràfics que s'atorguen cada any per a promoure i motivar la indústria cinematogràfica de l'Índia del Sud tot honorant-te els millors talents. Es tracta d'una branca del festival dels Filmfare Awards que recompensa les pel·lícules realitzades en tàmil, telugu, malaiàlam i kanarès.
Per a cadascuna d'aquestes llengües es concedeixen els trofeus següents:
- Millor Pel·lícula
- Millor director
- Millor actor
- Millor actriu
- Millor actor secundari
- Millor actriu secundària
- Millor compositor musical
- Millor lletrista
- Millor cantant masculí de playback
- Millor cantant femenina de playback

A més, hi ha els premis següents comuns:
Premis tècnics:
- Millor fotografia
- Millor coreografia

Premis especials:
- Premi especial del jurat
- Carrera cinematogràfica
- Millor actor debutant
- Millor actriu debutant

Altrament hi ha diversos premis esporàdics.